# Zoltán Dömötör
Zoltán Dömötör (Budapest, 21 de agosto de 1935-Budapest, 20 de noviembre de 2019) fue un deportista húngaro que compitió en waterpolo y natación.
Participó en tres Juegos Olímpicos de Verano entre los años 1960 y 1968, obteniendo tres medallas en waterpolo: bronce en Roma 1960, oro en Tokio 1964 y bronce en México 1968. Además, ganó una medalla de oro en el Campeonato Europeo de Natación de 1954.

## Palmarés internacional
| Juegos Olímpicos | Juegos Olímpicos          | Juegos Olímpicos  | Juegos Olímpicos |
| Año              | Lugar                     | Medalla           | Competición      |
| ---------------- | ------------------------- | ----------------- | ---------------- |
| 1960             | Roma (Italia)             | Medalla de bronce | Torneo masculino |
| 1964             | Tokio (Japón)             | Medalla de oro    | Torneo masculino |
| 1968             | Ciudad de México (México) | Medalla de bronce | Torneo masculino |

| Campeonato Europeo | Campeonato Europeo | Campeonato Europeo | Campeonato Europeo |
| Año                | Lugar              | Medalla            | Prueba             |
| ------------------ | ------------------ | ------------------ | ------------------ |
| 1954               | Turín (Italia)     | Medalla de oro     | 4 × 200 m libre    |